# Saint-Loup (Manche)
Saint-Loup és un municipi francès situat al departament de la Manche i a la regió de Normandia. L'any 2007 tenia 600 habitants.

## Demografia

### Població
El 2007 la població de fet de Saint-Loup era de 600 persones. Hi havia 211 famílies de les quals 25 eren unipersonals (4 homes vivint sols i 21 dones vivint soles), 75 parelles sense fills, 100 parelles amb fills i 11 famílies monoparentals amb fills.
La població ha evolucionat segons el següent gràfic:
Habitants censats

### Habitatges
El 2007 hi havia 239 habitatges, 214 eren l'habitatge principal de la família, 12 eren segones residències i 13 estaven desocupats. 237 eren cases i 1 era un apartament. Dels 214 habitatges principals, 195 estaven ocupats pels seus propietaris, 17 estaven llogats i ocupats pels llogaters i 3 estaven cedits a títol gratuït; 3 tenien dues cambres, 16 en tenien tres, 45 en tenien quatre i 151 en tenien cinc o més. 183 habitatges disposaven pel capbaix d'una plaça de pàrquing. A 64 habitatges hi havia un automòbil i a 143 n'hi havia dos o més.

### Piràmide de població
La piràmide de població per edats i sexe el 2009 era:
| Homes | Edats   | Dones |
| ----- | ------- | ----- |
| 0     | 95 o +  | 0     |
| 0     | 90 a 94 | 0     |
| 8     | 85 a 89 | 16    |
| 4     | 80 a 84 | 4     |
| 8     | 75 a 79 | 4     |
| 4     | 70 a 74 | 4     |
| 12    | 65 a 69 | 8     |
| 12    | 60 a 64 | 12    |
| 16    | 55 a 59 | 20    |
| 32    | 50 a 54 | 32    |
| 16    | 45 a 49 | 4     |
| 12    | 40 a 44 | 20    |
| 40    | 35 a 39 | 28    |
| 4     | 30 a 34 | 12    |
| 4     | 25 a 29 | 4     |
| 8     | 20 a 24 | 16    |
| 8     | 15 a 19 | 12    |
| 16    | 10 a 14 | 20    |
| 20    | 5 a 9   | 20    |
| 12    | 0 a 4   | 20    |

## Economia
El 2007 la població en edat de treballar era de 377 persones, 299 eren actives i 78 eren inactives. De les 299 persones actives 286 estaven ocupades (148 homes i 138 dones) i 12 estaven aturades (4 homes i 8 dones). De les 78 persones inactives 30 estaven jubilades, 33 estaven estudiant i 15 estaven classificades com a «altres inactius».

### Ingressos
El 2009 a Saint-Loup hi havia 240 unitats fiscals que integraven 678 persones, la mediana anual d'ingressos fiscals per persona era de 19.161 €.

### Activitats econòmiques
Dels 12 establiments que hi havia el 2007, 1 era d'una empresa de fabricació de material elèctric, 6 d'empreses de construcció, 1 d'una empresa de comerç i reparació d'automòbils, 1 d'una empresa de transport, 1 d'una empresa de serveis i 2 d'empreses classificades com a «altres activitats de serveis».
Dels 4 establiments de servei als particulars que hi havia el 2009, 1 era un paleta, 2 fusteries i 1 lampisteria.
L'any 2000 a Saint-Loup hi havia 32 explotacions agrícoles que ocupaven un total de 470 hectàrees.

## Poblacions més properes
El següent diagrama mostra les poblacions més properes.